# Captif de l'amour
Pour plus de détails, voir Fiche technique et Distribution.
Captif de l'amour (The Man Who Cheated Himself) est un film américain réalisé par Felix E. Feist, sorti en 1950.

## Synopsis
Un détective vétéran des homicides qui a vu sa petite-amie mondaine tuer son mari voit son frère, détective nouvellement associé, affecté à l'affaire à ses côtés.

## Fiche technique
- Titre original : The Man Who Cheated Himself
- Réalisateur : Felix Feist
- Scénario : Seton I. Miller et Philip MacDonald, d'après une histoire de Seton I. Miller
- Directeur de la photographie : Russell Harlan
- Compositeur : Louis Forbes
- Production : Jack M. Warner Productions
- Genre : Film noir
- Durée : 81 minutes
- Date de sortie : 
  - États-Unis : 26 décembre 1950
  - France : 30 janvier 1953

## Distribution
- Lee J. Cobb : Lt. Ed Cullen
- Jane Wyatt : Lois Frazer
- John Dall : Andy Cullen
- Lisa Howard : Janet Cullen
- Harlan Warde : Howard Frazer
- Tito Vuolo : Pietro Capa
- Charles E. Arnt : Ernest Quimby
- Marjorie Bennett : Muriel Quimby
- Alan Wells : Nito Capa
- Mimi Aguglia : Mrs. Capa
- Bud Wolfe : Officier Blair
- Morgan Farley : Rushton
- Howard Negley : détective Olson
- William Gould : Doc Munson
- Art Millan : employé de la United Airlines
- Gordon Richards : Albert, le majordome
- Terry Frost : détective
- Mario Siletti : Machetti
- Charles Victor : l'avocat
- Leah Baird : matrone de la police (non créditée)
- Robert Carson : répartiteur radio de la patrouille (non crédité)